# Manuela González Somoza
Manuela "Manolita" González Somoza, (c. principios del siglo XX-?), fue una modista española.

## Trayectoria
Su padre y su tío tenían un taller en Madrid en el que trabajaban como sastres. González asistió a una de las escuelas de la sección femenina, en la que se enseñaba a las mujeres el oficio de coser y bordar, y se las conocía como modistillas.
Inició su trayectoria en la moda como aprendiz en el taller de Cottret Soeurs en Madrid. Más tarde, en 1927, comenzó a trabajar para la casa de modas de Emmanuel Kowaritz, como oficiala y modelo. Durante la Guerra civil española estuvo confeccionando uniformes militares.
Al finalizar la guerra, abrió su propio taller en Madrid. Entre sus clientas se encontraba la duquesa de Lerma.
Por diferentes motivos, sus diseños no tenían etiquetas que hicieran referencia a su creadora, por lo que no se la ha podido considerar una modista recordada y de relevancia.

## Reconocimientos
En los fondos del Museo del Traje de Madrid se encuentra uno de sus vestidos en crepé de lana y bordado en azabache.
En 2022 fue incluida en la exposición En Madrid: Una historia de la moda 1940-1970, comisariada por Esperanza García Claver y que tuvo lugar en la antigua fábrica de cervezas El Águila de Madrid. Se puede ver uno de sus diseños junto a los de Asunción Bastida, Elio Berhanyer, Rappel, Manuel Pertegaz, Julio Laffite, Pedro Rodríguez o Lino Martínez, así como fotografías de Chema Conesa y Martín Santos Yubero.
Su historia se cuenta en el libro Por las calles de Madrid, de Sonia Taravilla de 2023.